# Karl Breitbach

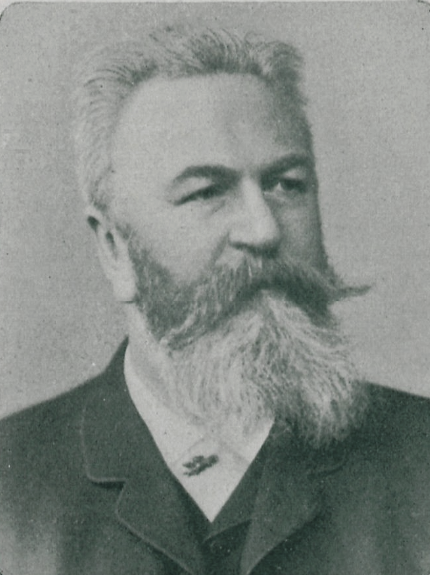
Carl Breitbach (um 1903)

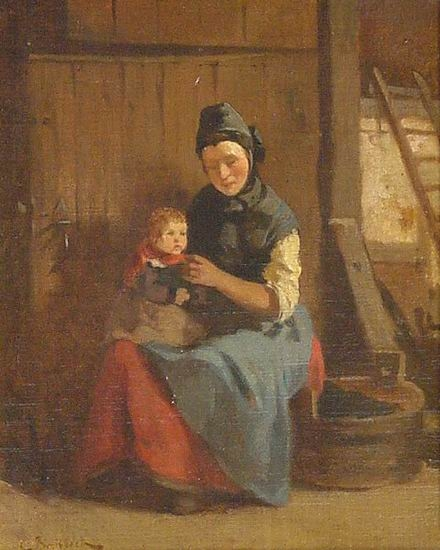
Junge Mutter mit ihrem Kleinkind

Karl Breitbach (* 14. Mai 1833 in Berlin; † 26. Juni 1904 in Kassel) war ein deutscher Landschafts-, Genre-, Porträt- und Aquarellmaler.

## Leben
Breitbach wurde bereits vor 1860 an der Königlich Preußischen Akademie der Künste in Berlin zum Maler ausgebildet. Später arbeitete er auch als Retoucheur im fotografischen Atelier von Gustav Schauer in Berlin. Spätestens ab 1860 bis mindestens 1864 hielt sich Breitbach in Paris auf. Dort war er Schüler im Atelier von Charles Gleyre und Thomas Couture. Nach 1863 begab er sich auf eine ausgedehnte Studienreise durch Frankreich, Deutschland und England, von der er frühestens 1864 nach Berlin zurückkehrte. In Berlin wurde er dann Schüler von Ludwig Knaus. Aufenthalte in Amsterdam und Harleem 1871 sowie in der Künstlerkolonie Willingshausen (1874, 1879 und 1890) schlossen sich an. Um 1900 kann zudem ein Aufenthalt in der Künstlerkolonie Dachau nachgewiesen werden. 1894 wurde Breitbach schließlich zum Professor für Malerei an der Berliner Kunstakademie ernannt.

## Werke (Auswahl)
- Portrait de M. Ed. de Tr…, Verbleib unbekannt
- Motiv aus Montargis (Seine-et-Marne), Verbleib unbekannt
- Mondschein, Motiv aus Môret (Fontainebleau), Verbleib unbekannt
- Paysage d’automne en Seine-et-Marne, Verbleib unbekannt
- Le bénédicté, intérieur breton/Mittagssegen (bretonisches Interieur), Verbleib unbekannt
- Eine Vorstellung im Park von Versailles, Verbleib unbekannt
- Die alte Mühle von St. Ouen bei Paris, Verbleib unbekannt
- Biche tombée, Verbleib unbekannt